# Meshulam Riklis
Meshulam Riklis (Hebreeuws: משולם ריקליס;) (geboren 2 december 1923 in Istanbul; overleden 25 januari 2019 in Tel Aviv) was een Israëlische financier, zakenman en filantroop die, volgens zijn derde vrouw, tijdens zijn leven ongeveer 190 miljoen dollar schonk aan Israëlische goede doelen.

## Leven en loopbaan

### Jeugd
Riklis werd in 1923 in Istanbul geboren in een Russisch-joodse familie, zijn moeder kwam uit Kiev, zijn vader uit Odessa. Zijn vader was zionist, ging naar school in Tel Aviv, sprak negen talen en had gestudeerd in Liverpool, was officier in het Ottomaanse leger tijdens de Eerste Wereldoorlog en tolk voor Kemal Atatürk. De familie verhuisde echter begin 1924 naar Tel Aviv, waar zijn vader een sinaasappelexportbedrijf oprichtte.
Riklis groeide op in Tel Aviv en ging naar de Hebreeuwse middelbare school in Herzliya, waar hij in 1942 afstudeerde en vervolgens zes maanden stage liep bij de Haganah.
Via zijn oom was hij chauffeur voor een Joodse aalmoezenier van de Britse strijdkrachten in Egypte en Italië tijdens de Tweede Wereldoorlog, waardoor hij en zijn eerste vrouw Judith Stern, met wie hij drie kinderen kreeg, hun emigratie naar de Verenigde Staten  in 1947 konden financieren.
Hij studeerde wiskunde aan de Ohio State University waar hij in 1950 afstudeerde met een bachelorgraad. Hij financierde zijn studie en het levensonderhoud van zijn familie als leraar Engels en Hebreeuws. Zijn eerste opmerkelijke baan was als junior aandelenanalist bij de investeringsfirma Piper, Jaffray & Hopwood in Minneapolis.

### Carrière als ondernemer
Riklis wordt beschouwd als een pionier op het gebied van gecompliceerde papieren transacties zoals junk bonds en leverage buy-outs, waarbij hij de controle over grote bedrijven overnam en de activa vervolgens overdroeg naar bedrijven waarvan hij eigenaar was.
Zijn eerste belangrijke stap was de oprichting van Rapid-American Corporation in 1966 door zijn aanzienlijke belang in Rapid Electrotype Company, een bedrijf dat drukplaten produceerde, te combineren met American Colortype Company, een fabrikant van stereolithografieën en poppenhuismeubilair. Als we de geschiedenis van Rapid American Corporation en het tot Glen Alden Corporation omgedoopte bedrijf volgen, zien we een reeks overnames die het financiële imperium van Riklis creëerden, waaronder McCrory Stores, Leeds Travelware, Gruen Watch Company, Elizabeth Arden Cosmetics, Aunt Nellie's Farm Kitchens, Bargain Time, Beatrice Foods, de Canadese detailhandel Dylex, Culligan International, Fabergé Cosmetics, J. J. Newberry winkels, Lerner Shops, Lawry's Meat Specialties, Martha White Foods, Odd Lot Trading, International Playtex, het Riviera Hotel and Casino in Las Vegas, RKO-Stanley Warner Theatres, Samsonite en Schenley Industries, de voormalige Amerikaanse distributeur van Dewar's Whisky.
Nadat hij zijn financiële imperium had opgebouwd, keerde hij in 1966 terug naar de Ohio State University om zijn mastergraad in financiën te behalen. Zijn thesis, getiteld Expansion through Financial Management, die gebaseerd was op zijn carrière, ging over "het effectieve gebruik of niet-gebruik van contant geld". Op het hoogtepunt van zijn financiële succes beweerde hij een vermogen van "een miljard dollar" te hebben in een interview met de Los Angeles Times. 
In 1972 richtte Riklis samen met zijn jeugdvriend Ted Arison Carnival Cruise Lines op. Het bedrijf kocht een passagiersschip, de RMS Empress of Canada, en veranderde het in 's werelds eerste cruiseschip, dat Mardi Gras werd genoemd. In 1974 kocht Arison Riklis' aandeel in het bedrijf voor $1 en de overname van $5 miljoen schuld.
In de jaren 1970 was Riklis ook een belangrijke aandeelhouder in Kenton Inc, het moederbedrijf van Cartier.
In 1976 was hij als algemeen directeur van Rapid American de best verdienende werknemer in de VS met een jaarsalaris van ongeveer 915.000 USD.
Een van de vele lege vennootschappen en holdings die hij kocht tijdens het opbouwen van zijn imperium was E-II Holdings, waar de andere investeerders zich in 1990 realiseerden dat hij de namen van indrukwekkende bedrijven had geplaatst, maar niet de activa. Onder de investeerders van E-II bevond zich Carl Icahn. Deze investeerders kwamen in opstand tegen Riklis en begonnen beslag te leggen op eigendommen van het financiële imperium.  
Hij huurde Jeffrey Silver en de toenmalige accountant Arthur Waltzman uit Boston in om in 1985 het management van het Riviera Hotel and Casino over te nemen en het te redden van een faillissement. Hij bracht ook Sam Distefano, die 25 jaar bij Playboy Enterprises had gewerkt, aan boord om de entertainmentafdeling van het resort te leiden en persoonlijk de beroemde sterren voor het podiumprogramma in te huren voor meer dan tien jaar. 
Van 1993 tot 2003 runde Riklis als franchisenemer 70 filialen van de fastfoodketen Burger King in Israël. 
Riklis werd ervan beschuldigd dat hij veel van zijn bedrijven failliet had laten gaan om zichzelf persoonlijk te verrijken. 
Forbes Magazine meldde dat Riklis, toen hij aan het roer stond van een aantal van zijn bedrijven, meer dan 2,9 miljard dollar schuld had bij zijn schuldeisers. Volgens Forbes was hiervan in 2007 minder dan 10% terugbetaald. In maart 2013 vroeg Riklis faillissementsbescherming aan voor Rapid-American Corp. vanwege asbestgerelateerde letselschadeclaims tegen Rapid American via dochteronderneming Philip Carey Manufacturing.

## Privéleven
Na de scheiding van zijn eerste vrouw was de toen 53-jarige Riklis sinds 18 september 1977 getrouwd met de toen 23-jarige actrice Pia Zadora. Ze kregen twee kinderen, Kady en Kristofer.
Riklis financierde toen de film Butterfly met Zadora in de hoofdrol. Haar acteerwerk in deze film werd bespot door zowel komieken als critici en leverde haar de Razzie Award voor Slechtste Actrice op, maar ze won ook de Golden Globe Award voor Nieuwe Ster van het Jaar na een goed betaald en goed gepubliceerd persevenement dat betaald werd door Riklis en dat ook plaatsvond in zijn eigen Riviera Hotel. Hij financierde nog twee films met Zadora; alle drie de films zijn bekend geworden als flops.
Riklis en Zadora kochten vervolgens een van de beroemdste monumenten van Beverly Hills, Pickfair Manor, het voormalige huis van stomme filmlegendes Douglas Fairbanks en Mary Pickford, en lieten het afbreken om er een groter huis op te bouwen. Ze woonden daar tot hun scheiding in 1993.
In 2010, op 86-jarige leeftijd, trouwde Riklis met zijn derde vrouw, de Israëlische Tali Sinai, die bijna 40 jaar jonger was dan hij. In 2011 speelde Tali Sinai Riklis in het eerste seizoen van de docu-soap Me'usharot (Hebreeuws: מעושרות), de Israëlische editie van The Real Housewives.
- Gemeinsame Normdatei: 124188974
- International Standard Name Identifier: 0000 0000 7867 2721
- Library of Congress Control Number: n85212247
- Nationale Bibliotheek van Israël: 987007599513405171
- Nederlandse Thesaurus van Auteursnamen: 131629417
- Virtual International Authority File: 6375721
- WorldCat: E39PBJmHKpBWRGB73dCtHwpQMP